# معاملة المثليين في روسيا
يواجه الأشخاص من المثليين والمثليات ومزدوجي التوجه الجنسي والمتحولين جنسياً (اختصاراً: LGBT) في روسيا تحديات قانونية لا يواجهها غيرهم من المغايرين جنسيا. ورغم إلغاء تجريم النشاط الجنسي المثلي بين البالغين بالتراضي عام 1993، لكن المنازل التي يعيش فيها الشركاء المثليون غير مؤهلة للحصول على نفس الحماية القانونية المتاحة للأزواج المغايرين.
ولا يوجد حالياً قوانين تمنع التمييز على أساس التوجه الجنسي ضد الأفراد. يحق للمتحولين جنسياً تغيير جنسهم القانوني بعد الخضوع لجراحة إعادة تحديد الجنس، في حين لا توجد قوانين تحظر التمييز على أساس الهوية الجندرية أو التعبير عنها. والقوانين الآخيرة يمكن أن تميّز ضد السكان المتحولين. أزيل تصنيف المثلية الجنسية من قائمة الأمراض العقلية منذ 1999 ورغم السماح للمثليين والمثليات الخدمة علانيةً في القوات المسلحة ولكن يوجد سياسة «لا تسأل لا تقل» بصورة غير رسمية.
يُنظر إلى روسيا بكونها بلدا محافظا اجتماعياً من ناحية نظرة المجتمع للمثلية الجنسية، فقد أشارت استطلاعات الرأي إلى وجود أغلبية من الروس ممن يعارضون تقبل المثلية الجنسية وأظهرت استطلاعات الرأي هذه وجود دعم للقوانين المميزة بحق المثليين. قيل بأنه لدى المدن الكبيرة على غرار موسكو وسانت بطرسبرغ مجتمع مثليين مزدهر رغم تعرض روسيا للانتقاد الدولي بسبب الازدياد المؤخر في التمييز الاجتماعي والجرائم والعنف بحق المثليين. وقد قاومت الحكومات المحلية تاريخياً عقد مسيرات فخر المثليين رغم تغريم المحكمة الأوروبية لحقوق الإنسان لها عام 2010 تبعاً لتفسير ذلك على أنه تمييز من وجهة نظر قانونية، كما رفضت مدينة موسكو مئة من الطلبات الفردية الساعية للحصول على إذن رسمي لإقامة فعالية فخر موسكو خلال عام 2012، وبرر الجانب الحكومي ذلك بخطر التعرض للعنف بالنسبة للمشاركين.
بدأت روسيا خلال القرن الواحد والعشرون بجذب أنظار العالم لمعاملتها القانونية للمواطنين من المثليين والمثليات ومزدوجي التوجه الجنسي والمتحولين جنسيا، والتي قد أشير إليها كأحد أسوأ انتهاكات حقوق الإنسان في حقبة ما بعد الاتحاد السوفيتي. ولقد سنت مناطق عدة في روسيا منذ عام 2006، قوانين مختلفة تمنع توزيع المواد المشجعة للعلاقات المثلية للقاصرين. وفي تعديلٍ لقانون حماية الطفل الموجود فقد سُن قانون اتحادي خلال شهر يونيو من عام 2013، يجرم توزيع مواد بين القاصرين داعمة للعلاقات الجنسية «غير التقلدية» على حد تعبير القانون. وأدى القانون على أثر ذلك إلى عدد من عمليات الاعتقال لمواطنين روس مثليين ممن اعترضوا علناً على القانون وأفادت التقارير بوجود موجة من الدعاية المعادية للمثليين والعنف وجرائم الكراهية استخدمت القانون كمبرر لها. وقد تلقى القانون انتقاد دولي من منظمات حقوق الإنسان وناشطي حقوق المثليين ووسائل الإعلام وقد نُظر إليها باعتبارها وسائل مُجرِّمة لثقافة المثليين بحكم الأمر الواقع. وصفت المؤرخة وناشطة حقوق الإنسان الروسية لودميلا أليكسيفا القانون بأنه «خطوة صوب العصور الوسطى.» رفض الدوما مقترحاً قدمه الحزب الشيوعي خلال شهر يناير من عام 2016 يعاقب الأشخاص الذين يعبّرون علناً عن مثليتهم بغرامات واعتقالات.
أدانت هيئة مؤلفة من خمسة مستشارين خبراء في تقرير مجلس حقوق الإنسان التابع للأمم المتحدة الصادر بتاريخ 13 أبريل 2017 موجة التعذيب وعمليات القتل للرجال المثليين الواقعة في إقليم الشيشان الواقع بالقوقاز.

## الوضع الحالي
- السن القانوني الحالي للنشاط الجنسي القائم بالتراضي المتبادل بغض النظر عن التوجه الجنسي هو 16 عاماً منذ عام 2003.
- حصل المتحولون جنسياً عام 1997 على الحق بتغيير جنسهم قانوناً بعد الخضوع لإجراءات طبية خاصة.[ملاحظة 1]
- أزيلت المثلية الجنسية رسمياً من القائمة الروسية للاضطرابات النفسية عام 1999، وذلك بعد تأييد المراجعة العاشرة للتصنيف الدولي للأمراض.
- يحق للأشخاص غير المتزوجين تبني الأطفال في روسيا بغض النظر عن توجههم الجنسي، فمثلاً يستطيع المثليون غير المتزوجون الذين يعيشون في بلد أجنبي تبني أطفال شريطة أن لا تعترف بلدهم بزواج المثليين.[10] يمكن للشركاء والأزواج أن يتبنيوا أطفالاً سويةً شريطة أن يكونا مغايريّن جنسياً. لمزيد من المعلومات حول الواقع اليومي للشركاء المثليين والأطفال في روسيا، اقرأ هذا المقال.

المشاعر المعادية للمثليين في روسيا: يميل الرأي العام الروسي بغالبيته إلى اتخاذ موقف عدائي من المثليين كما هو الأمر في مجتمعات كثير من بلدان قارتي آسيا وأفريقيا، وقد لوحظ ارتفاع مستوى اللاتسامح في البلاد. فقد كشف استطلاع يعود لعام (2013) أن نسبة 74% من الروس قالت أنه لا ينبغي على المجتمع أن يتقبل المثلية الجنسية (وارتفعت مما كانت عليه عند نسبة 60% عام 2002)، بالمقارنة مع نسبة 16% التي قالت أنه ينبغي على المجتمع تقبل المثلية الجنسية. وفي استطلاعٍ آخر أُجري عام 2007؛ اعتبرت نسبة 68% من الروس المثلية خاطئة دوماً (54%) أو تقريباً دائماً خاطئة (14%). وذكر استطلاع يعود لعام 2005 أن 44% من الروس فضلت تجريم العلاقات المثلية بين البالغين بالتراضي؛ في حين دعمت نسبة 43% من الروس حظراً قانونياً على التمييز على أساس التوجه الجنسي. وأفاد استطلاع عام 2013 أن نسبة 16% من الروس الذين شملهم الاستطلاع قالوا ينبغي عزل الأشخاص المثليين عن المجتمع، وقالت نسبة 22% أنه ينبغي إجبارهم على الخضوع للعلاج، وأبدت نسبة 5% أنه ينبغي «تصفية» المثليين. أما في الطب النفسي الروسي فإن العقلية السوفيتية حول المثلية الجنسية ما زالت قائمة حتى يومنا الحاضر.
فعلى سبيل المثال: رغم إزالة المثلية الجنسية من قائمة مصطلحات الاضطرابات النفسية، فما زالت نسبة 62.5% من ضمن 450 طبيب نفسي شملهم استطلاع في روستوف أوبلاست يرون المثلية على أنها مرض، وما يصل إلى ثلاثة أرباع يرونها كسلوكٍ لا أخلاقي. يؤيد الأطباء النفسيون الاعتراضات على مسيرات الفخر واستخدام التدابير المُبَطَّنة الهادفة إلى تسريح الأشخاص المثليين والمثليات علناً من المدارس ومراكز العناية بالأطفال وغيرها من الهيئات العامة.
قام نادي الدراجات النارية الروسي ذو الارتباطات الوثيقة بالرئيس الروسي فلاديمر بوتين والذي يدعى «ذئاب الليل» بتنظيم تجمع (مسيرة) كبيرة مناهضة للميدان الأوروبي خلال فبراير عام 2015 وكان من بين الشعارات المرفوعة «لا نحتاج للأيديولوجيا الغربية ومسيرات المثليين»، والجدير بالذكر أن النادي اقترح جعل عبارة «الموت للشواذ» كاسمٍ بديل له.
التشريع التقييدي في روسيا: أعلنت روسيا عام 2013 عن تعديلها للقانون الاتحادي الخاص بحماية الأطفال من المعلومات المضرة بصحتهم ونموهم 2013. ويعاقب هذا القانون على تشجيع ’العلاقات الجنسية غير التقليدية‘ للقاصرين مع دفع غرامات وعقوبات إدارية. أصدرت الخدمة الاتحادية لمقاربة الاتصالات والمعلومات والإعلام الجماهيري توجيهات تشرح اشتمال هذا على التصويرات الإيجابية أو قبول أشخاص من أصحاب ’العلاقات الجنسية غير التقليدية‘ – أي الأشخاص المثليين والمثليات ومزدوجي التوجه الجنسي والمتحولين جنسياً. ومن ضمن التداعيات الأخرى نتيجة القانون إغلاق موقع ("Children-404") على الإنترنت – وهو المصدر العام الوحيد الخاص بدعم واستشارة المراهقين من المثليين والمثليات ومزدوجي التوجه الجنسي والمتحولين جنسياً في البلاد.
أبدت لجنة حقوق الطفل التابعة للأمم المتحدة قلقها إزاء القانون بسبب "تشجيعه على الوصم بالعار والتمييز ’بحق الأشخاص من الأطفال وكذلك الأطفال الذين ينتمون لعائلات المثليين والمثليات مزدوجي التوجه الجنسي والمتحولين جنسيا وثنائيي الجنس (اختصاراً: LGBTI)‘. وقد أوصت اللجنة بوجوب إبطال القانون.
زواج المثليين: لا تسمح روسيا بزواج المثليين أو بالاتحادات المدنية للمثليين. قال البطريرك كيريل وهو زعيم الكنيسة الروسية الأرثوذكسية التي يعتنقها نسبة 41% من الروس خلال شهر يوليو من عام 2013 أن فكرة زواج المثليين كانت «إشارةً بالغةَ الخطورة على قيام الساعة». وصرحت رئيسة ديوان محكمة موسكو إيرينا مورافيوفا خلال مؤتمر صحفي يعود لعام 2011: «إن محاولات اشركاء المثليين للزواج آيلةٌ إلى الفشل في موسكو وغيرها من أنحاء روسيا. نحن نعيشُ في مجتمعٍ مدني ونهتدي بالقانون الاتحادي وبالدستور الذي ينص وضوحاً على أن: الزواج في روسيا بين رجل وامرأة. لا يمكن عقد هكذا زواج (أي زواج المثليين) في روسيا.» الغالبية العظمى من عامة الروس ضد زواج المثليين.
الخدمة العسكرية: كان قد تذرع بعض الشباب الروس بالمثلية في الماضي بغية تجنب أداء الخدمة العسكرية الإلزامية وفقا لتقرير ذكره موقع «برافدا دوت آريو» (Pravda.ru) الروسي. حاول اللواء العسكري المسؤول عن الخدمة الصحية تغيير الوضع القائم عام 2003 عبر إعلانه عن قانون جديد يستبعد بموجبه المثلية الجنسية من بين الحجج المستخدمة للإعفاء من الخدمة العسكرية: «إن مسألة مثلية الشخص ليست بمسألةٍ طبية. لا توجد تشخيصات مشابهة للمثلية الجنسية في الطب. لا يوجد مرض مشابه في تصنيف منظمة الصحة العالمية. يلتزم القانون الجديد حول الخبرة العسكرية والطبية بممارسة القانون الدولي. وعليه فإن الأسباب الكامنة وراء تقييم قدرة المثليين على أداء الخدمة هي مشابهة: الصحة الجسدية والنفسية».
كما أضاف أنه يتوجب على الأشخاص «ذوي التوجهات الجنسية غير المعيارية» عدم الكشف عن توجهاتهم الجنسية خلال أدائهم للخدمة العسكرية في الجيش لأن «الجنود الآخرين لن يعجبهم الأمر وسيتعرضون للضرب». قال الرئيس فلاديمير بوتين في مقابلة تلفزيونية أمريكية في عام 2010 أن الرجال المثليين بشكل علني لم يتم استبعادهم من الخدمة العسكرية في روسيا. في عام 2013، أفيد بأن وزارة الدفاع أصدرت توجيهًا حول تقييم الصحة العقلية للمجندين الجدد، ويوصوا بسؤال المتطوعين عن تاريخهم الجنسي، وفحصهم بحثًا عن أنواع معينة من الوشم، وخاصة الوشم قرب الجهاز التناسلي أو الأرداف، والذي من شأنه أن يشير إلى التوجه الجنسي المثلي.
حضور منظمات وخدمات مجتمع المثليين: هناك شبكة مجتمعية واضحة لمجتمع المثليين، معظمها في المدن الكبرى مثل موسكو وسان بطرسبرغ، بما في ذلك الملاهي الليلية والمنظمات السياسية.

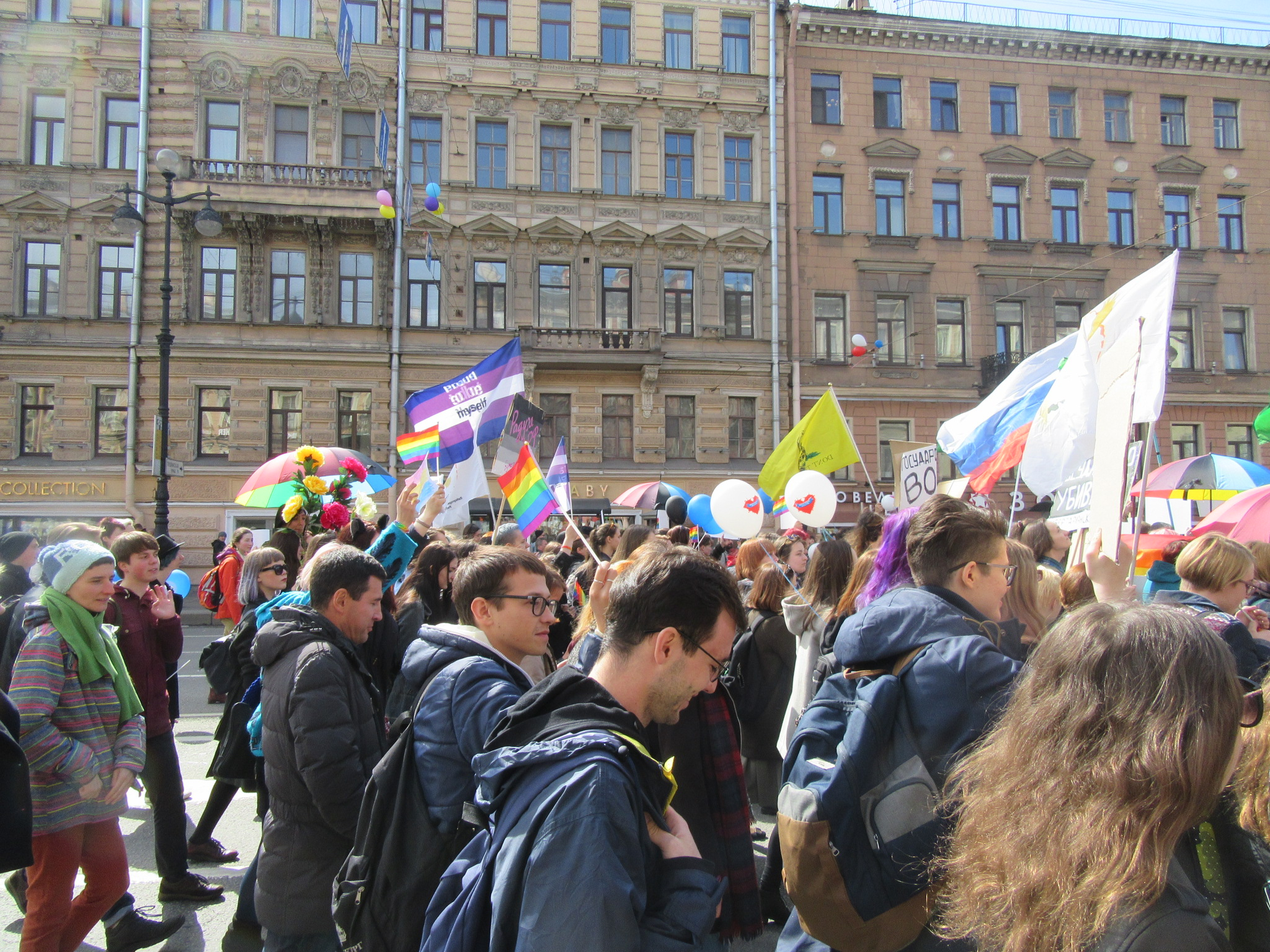
ناشطو حقوق المثليين يتظاهرون في سانت بطرسبرغ بروسيا في 1 مايو عام 2017

فعاليات فخر المثليين: سُجلت اعتراضات على تنظيم وإقامة مسيرات فخر المثليين في عدة مدن روسية أبرزها موسكو حيث لم توافق السلطات إطلاقاً على طلبات إقامة مسيرة فخر للمثليين في المدينة. ودعم عمدة موسكو السابق يوري لوغكوف قرار سلطات المدينة الرافض لمنح ترخيص إقامة أول دورتين من فعاليات فخر موسكو التي دعى إليها الناشط نيكولاي أليكسييف، وأطلق عليها اسم «شيطانية». ورغم ذلك فقد أجريت الفعاليات كما كان من المقرر لها في تحدٍ لعدم حصولهم على ترخيص. قامت المحكمة الأوروبية لحقوق الإنسان بتغريم روسيا عام 2010 في حكمٍ قضائي على دعوى رفعها أليكسييف نتيجة تمييز سلطات مدن روسيا ضد المثليين والذي تمثل من خلال رفضهم منح ترخيصات لعقد مسيرات الفخر. ولكن أدعت السلطات الروسية أن سماحها بعقد هذه الفعاليات سيشكل خطر وقع أعمال عنف، حكمت المحكمة أن قراراتهم «وافقت بفعالية ودعمت مجموعات دعت لعرقلتها.» وفي منافاةٍ لحكم سابق، عززت محكمة موسكو خلال شهر أغسطس من عام 2012 حظر قبول طلبات منظمي فخر موسكو للحصول على تصريح لإقامة المسيرة سنوياً حتى حلول عام 2112 (أي بعد مرور مئة عام)، وتذرعت المحكمة باحتمالية اختلال النظام العام وعدم دعم سكان موسكو لهكذا فعاليات.
الشيشان

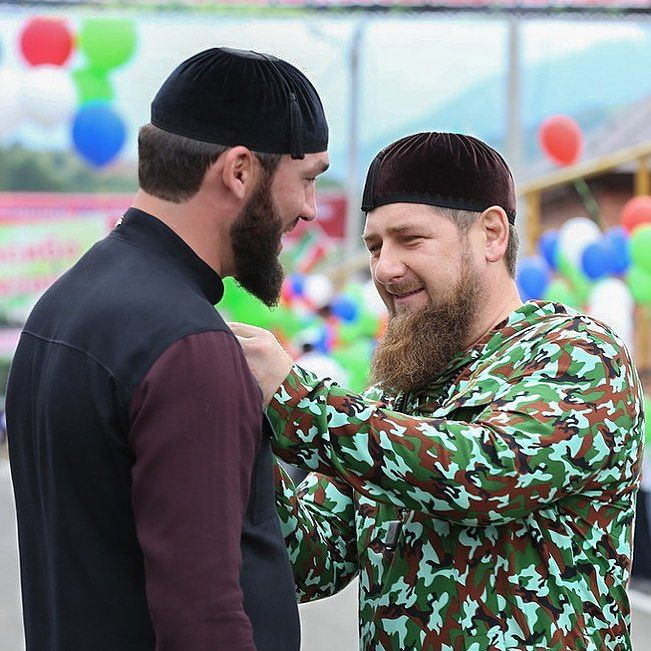
رئيس الشيشان رمضان قديروف (على اليمين) مع رئيس البرلمان الشيشاني محمد داودوف

أفادت تقارير صحفية واردة من الشيشان منذ شهر مارس عام 2017 عن قيام السلطات باعتقال وتعذيب الرجال ممن يُعتقد أنهم مثليين جنسياً. فقد تعرض أكثر من 100 رجل للاعتقال والتعذيب في منشآت احتجاز سرية تعتبرها بعض منظمات حقوق الإنسان معسكرات اعتقال. ويعاني هؤلاء السجناء من التجويع والصعق الكهربائي والضرب وأحياناً قد يصل الأمر إلى الضرب حتى الموت. ولا يجري تحريرهم من الأسر إلّا عبر دفع فدية مالية. ويُجبر السجناء على الكشف عن معارفهم من المثليين. كما أفادت تقارير إخبارية بمقتل ما لايقل عن ثلاثة رجال ولكن يمكن أن يصل عدد الضحايا إلى عشرين. نفت السلطات الشيشانية هذه التقارير بل وانكرت وجود أشخاص مثليين ومثليات ومزدوجي التوجه ومتحولين جنسياً في الجمهورية الروسية قائلةً «لا يمكنك اعتقال أو قمع أشخاص ليس لهم وجود في الجمهورية.»

## الرأي العام
دعم زواج المثليين (استطلاع يعود لعام 2013)
تعد روسيا بصفة تقليدية بلداً محافظاً من الناحية الاجتماعية الخاصة بموضوع حقوق المثليين، فقد أشار استطلاع للرأي أجري عام 2013 إلى رفض الغالبية العظمى من الروس للاعتراف القانوني بزواج المثليين، وأظهر وجود دعم لقوانين الحكومة التي حظرت توزيع «الدعاية» المشجعة على ما يعتبره القانون علاقات جنسية غير تقليدية.

## التمييز في التوظيف
تم طرد مراسل تلفزيوني يدعى أنتون كراسوفسكي يعمل في محطة «كونتر تي في» الحكومية خلال شهر يناير عام 2013، وذلك بعيد إعلانه عن مثليته في بث مباشر واشمئزازه من مقترح تشريع «الدعاية» المعادي للمثليين قبل إقراره ودخوله حيز التنفيذ.
وتعرض ناشط حقوق المثليين أليكسندر يرموشكين من مدينة خاباروفسك جنوب شرقي البلاد للطرد من عمله كباحث جامعي وأستاذ في سبتمبر عام 2013 بسبب توجهه الجنسي المثلي. وقد هاجمته مجموعة محلية من النازيين الجدد تدعى «شتولز خاباروفسك»، كما ساعدت منظمة روسية معادية للمثليين تسمى «الحركة ضد دعاية الانحرافات الجنسية» على طرده من عمله.

## آراء الأحزاب السياسية
صوّت أعضاء مجلس الدوما على القانون الاتحادي القاضي بحظر توزيع الدعاية المثلية بين القاصرين بالإجماع، ولكن من الصعوبة معرفة مواقف جميع البرلمانيين الروس والأحزاب السياسية التي ينتمون لها فيما إذا كانت داعمةً أم رافضةً لجميع جوانب تعديل قانون الطفل ككل، ومن ضمنها حظر «الدعاية المثلية» ذلك لأن هذا الحظر كان من ضمن عدد تعديلات أجريت على قانون حماية الطفل.
عَمِل حزب يابلوكو وهو عضو في ليبرال إنترناشيونال على تنظيم مظاهرات ضد سياسات اللاتسامح ورفع الحزب شعارات على غرار بناء روسيا «دون الإعاثة فساداً». واعترض حزب روسيا الليبرتاري (الذي تأسس عام 2007) على حظر ما تسميه الحكومة «الدعاية المثلية» وذلك لانتهاكه حقوق الأفراد بحرية التعبير. وترشح شخصان مثليان علناً لعضوية مجلس الدوما عام 2016. ورغم معرفتهما باستحالة فوزهما إلّا أن ائتلافا سياسيا ليبراليا أعلن عن دعمه للمرشحيّن، وقد يكونا من أوائل المرشحين المثليين علناً لعضوية البرلمان الروسي.
تراقب منظمة حقوق المثليين «Gayrussia.ru» منذ عام 2011 الأحزاب السياسية المعادية للمثليين في البلاد. وفي منتصف عام 2013 تضمنت قائمة هذه الأحزاب كلاً من: حزب روسيا الموحدة، والحزب الشيوعي لروسيا الاتحادية، وحزب اتحاد الشعب، والحزب الحزب البلشفي الوطني، وحزب الجبهة الوطنية البلشفية، وحزب وطنيو روسيا، وحزب اتحاد الشباب الأوراسي، وحزب روسيا العادلة.

## جرائم الكراهية

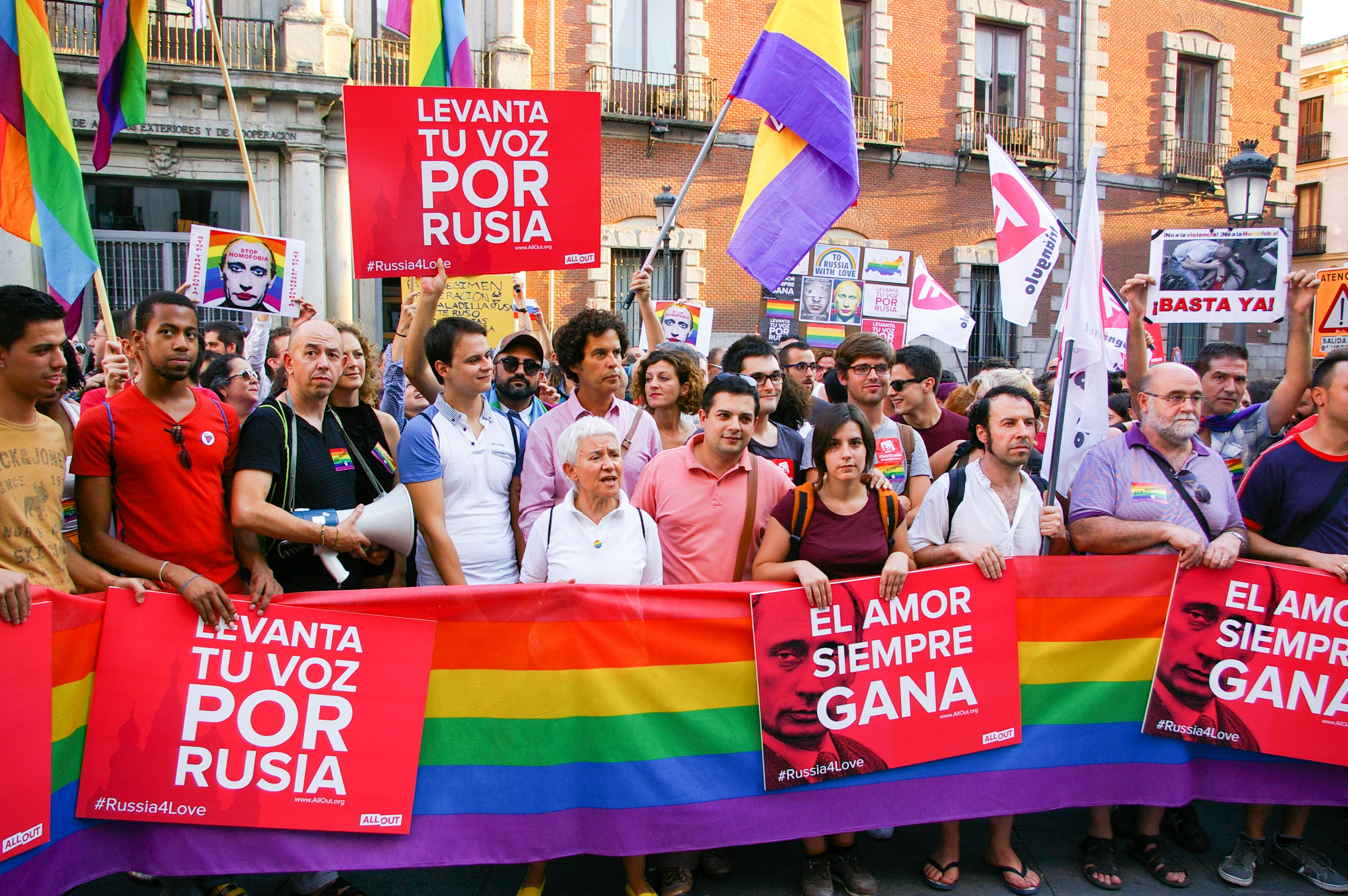
نشطاء مثليون في مدريد يحتجون على انتهاكات حقوق المثليين في روسيا

على عكس العديد من الدول الغربية، لا يتمتع الأشخاص المثليون في روسيا الحماية القانونية المحددة. تتم مقاضاة الأفعال الإجرامية العنيفة ضد هؤلاء الأشخاص على أنها جرائم جنائية بموجب القانون الروسي، لكن حقيقة أن هذه الجرائم دافعها التوجه الجنسي أو الهوية الجندرية للضحية لا يعتبر عاملا مشددا عندما تحدد المحكمة الحكم. ومن بين الجرائم الأشرار التي يمكن اعتبارها جرائم كراهية خارج روسيا والتي يتم نشرها في الصحافة، تشمل ما يلي؛
- في 9 مايو/أيار 2013، بعد مسيرات يوم النصر في فولغوغراد، عُثر على جثة رجل يبلغ من العمر 23 عاماً تعرض للتعذيب والقتل على يد ثلاثة رجال ذكروا دوافع ضد المثلية الجنسية، رغم أن العائلة والأصدقاء يؤكدون أن الضحية ليس لديه توجهات جنسية مثلية.[51]
- يوم 29 مايو 2013، عثر على جثة نائب مدير مطار كامتشاتكا البالغ من العمر 38 عاما أوليغ سيرديوك في سيارته المحروقة، بعد أن تعرض للضرب والطعن في اليوم السابق.[52] قالت السلطات المحلية إن الدافع وراء القتل هو رهاب المثلية.[53] تمت محاكمة ثلاثة مشتبه بهم (كانوا من السكان المحليين) وحكم عليهم بالسجن لمدد تتراوح بين 9 و 12 سنة.[54]
- من أكتوبر 2013 إلى فبراير 2014، تم الإبلاغ عن الهجمات التي تستهدف مجتمع المثليين في موسكو في أكبر ملهى ليلي في المحطة المركزية في روسيا، بما في ذلك إطلاق النار والهجمات بالغاز. تم توثيق العديد من الهجمات وردود الضحايا في قناة أي بي سي الأمريكية «موسكو تحترق».[55][56] غادر العديد من الموظفين البلاد في وقت لاحق.[57]

## قضايا المتحولين جنسيا
في روسيا القيصرية، كانت الشابات في بعض الأحيان يتصرفون كالرجال أو يتصرفن مثل الفتاة المسترجلة. غالبًا ما يتم التسامح مع هذا بين الطبقات المتوسطة المتعلمة، مع افتراض أن هذا السلوك كان لاجنسيًا ويتوقف عندما تتزوج الفتاة. ولكن، كان يُنظر إلى شهوة الملابس المغايرة على نطاق واسع على أنه سلوك لاأخلاقي من الناحية الجنسية، يعاقب عليه الرب من خلال الكنيسة، ثم تجرمه الحكومة فيما بعد.
في روسيا السوفييتية، جُرِّبت عمليات إعادة تحديد الجنس لأول مرة خلال العشرينات من القرن العشرين، ولكنها أصبحت محظورة بحلول ستينيات القرن العشرين. وفي وقت لاحق، قامت البروفيسورة إيرينا غولوبيفا، وهي اختصاصية في الغدد الصماء، بتفويض من قبل الطبيب النفسي البروفيسور أرون بلكين، الذي كان أقوى المساندين للأشخاص المتحوّلين جنسياً السوفييت حتى وفاته في عام 2003.
في 29 ديسمبر 2014، أصدرت روسيا قانونًا للسلامة على الطرق، مما سمح للحكومة برفض منح تراخيص القيادة للأشخاص الذين يعانون من عدة أنواع من الاضطرابات النفسية وفق المراجعة العاشرة للتصنيف الدولي للأمراض. الفئة «F60-69 اضطرابات الشخصية والشخصيات البالغة» تشمل «F64 التحول الجنسي». نظر النقاد الروس والأجانب إلى القانون على أنه حظر على السائقين المتحولين جنسيا: تساءلت الصحفية «ييلينا ماسيوك» عن أهمية هوية المتحولين جنسياً فيما يتعلق بقدرتهم على القيادة. في 14 كانون الثاني/يناير 2015، أوضحت وزارة الصحة الروسية القانون، قائلة إنه لن ينكر إلا التراخيص للذين يعانون من اضطرابات من شأنها إضعاف قدرتهم على القيادة بأمان، وذكروا صراحةً أن التوجه الجنسي للمرء لا يعتبر عاملاً بموجب القانون، لا يعتبر اضطراب نفسي. ذكرت منظمة الصحة العالمية أيضًا أنها تعتزم مراجعة قائمتها «للاضطرابات الجندرية» لمراعاة التطورات الحديثة. وهو ماقامت به في أغسطس 2018.

## حظر الدعاية

قوانين معادية للمثليين تقييد حرية التعبير وتكوين الجمعيات

حظرت القوانين الفيدرالية في 29 يونيو 2013 حظر توزيع «الدعاية» على القاصرين الذي يشجع «العلاقات الجنسية غير التقليدية». ويقول منتقدون إن القانون يجعل من غير القانوني عقد أي نوع من المظاهرة العامة لصالح حقوق المثليين، والتحدث دفاعًا عن حقوق المثليين، وتوزيع المواد المتعلقة بثقافة المثليين، أو على أن العلاقات المثلية تساوي العلاقات المغايرة. بالإضافة إلى ذلك، تلقت القوانين إدانة دولية من ناشطي حقوق الإنسان، ووسائل الإعلام، حيث أن حتى عرض رموز المثليين، مثل علم قوس قزح قد أدت إلى الاعتقالات، وحرضت على العنف ضد المثليين، كما هو موثق في الفيلم الوثائقي «مُطارد» (بالإنجليزية: Hunted)‏ للقناة الرابعة والذي تتبع مجموعات مناهضة للمثليين وهم يستدرجون الشباب من الرجال المثليين إلى كمين حيث يتعرضون للإذلال، مع نشر اللقطات فيما بعد على الإنترنت.

### القوانين الإقليمية

أقرت 10 مناطق روسية قوانين تحظر توزيع "الدعاية" المتعلقة بالمثلية الجنسية، و/أو علاقات مثلية أخرى مع القاصرين.
فرض حظر على الترويج للمثلية الجنسية وإزدواجية التوجه الجنسي والمتحولين جنسيا
فرض حظر على الترويج للمثلية الجنسية وإزدواجية التوجه الجنسي
فرض حظر على الترويج للمثلية الجنسية

خلال الفترة ما بين عام 2006 وعام 2013، أصدرت 10 مناطق روسيَّة حظراً على «الدعاية المثلية» بين القاصرين. تنص قوانين تسعة منها على عقوبات إدارية و/أو غرامات. كما تمنع القوانين في بعض المناطق ما تسميه «دعاية مزدوجي التوجه الجنسي والمتحولين جنسيا» إلى القصر. في مايو 2013، شملت الأقاليم التي سنت هذه القوانين المختلفة، والسنوات التي سنت فيها القوانين، ما يلي: ريازان أوبلاست (2006)، وأوبلاست أرخانغلسك (2011)، وسانت بطرسبرغ (2012)، وكوستروما أوبلاست (2012)، وماغادان أوبلاست (2012)، ونوفوسيبيرسك أوبلاست (2012)، وكراسنودار كراي (2012)، وسمارا أوبلاست (2012)، وباشكورستان (2012)، وأوبلاست كالينينغراد (فبراير 2013).، ثم ألغى كل من أوبلاست أرخانغلسك (2013) وسانت بطرسبرغ (2014) القانون.

### قوانين وطنية
في يونيو 2013 اعتمد البرلمان الوطني (مجلس الدوما) بالإجماع، ووقع الرئيس فلاديمير بوتين، قانونًا قوميًا يحظر توزيع المواد التي تروج لعلاقات المثليين بين القاصرين.
لا يذكر القانون صراحة كلمة «المثلية»، ولكن بدلاً من ذلك يستخدم كناية «العلاقات الجنسية غير التقليدية». وبموجب القانون فإنه من غير القانوني بشكل فعال لأداء أي من التالي في وجود القاصرين: عقد أحداث الفخر للمثليين، والتحدث لصالح حقوق المثليين، أو القول أن العلاقات المثلية تساوي العلاقات المغايرة جنسياً.
ويخضع القانون المواطنين الروس الذين أدينوا لغرامات تصل إلى 5,000 روبل ومسؤولين حكوميين لغرامات تصل إلى 50,000 روبل. سيتم تغريم المنظمات أو الشركات ما يصل إلى مليون روبل وإجبارها على وقف العمليات لمدة تصل إلى 90 يومًا. قد يتم اعتقال الأجانب واحتجازهم لمدة تصل إلى 15 يومًا ثم ترحيلهم، بالإضافة إلى غرامة بقيمة قد تصل إلى المئة ألف روبل. وسيتم تغريم المواطنين الروس الذين استخدموا الإنترنت أو وسائل الإعلام للترويج لـ«العلاقات غير التقليدية» بما يصل إلى 100,000 روبل.

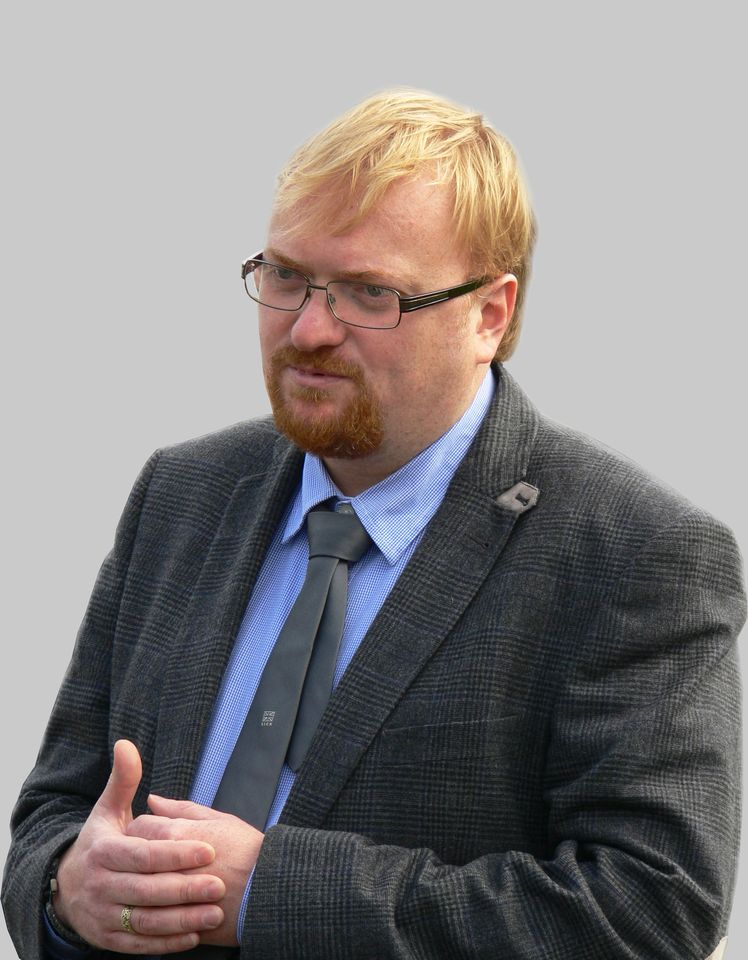
عضو المجلس التشريعي في سان بطرسبورغ فيتالي ميلونوف، وهو في صدد القيام بحوار في الفيلم الوثائقي الأمريكي لعام 2014 "حملة الكره: روسيا والدعاية المثلية".

وفي تعليق على مشروع القانون قبل إقراره، قال الرئيس بوتين، خلال زيارة إلى أمستردام في أبريل 2013، «أريد من الجميع أن يدركوا أنه في روسيا لا توجد انتهاكات لحقوق الأقليات الجنسية. إنهم أناس، تمامًا مثل أي شخص آخر ويتمتعون بالحقوق والحريات الكاملة». وقال أنه ينوي توقيع القانون لأن الشعب الروسي طالب بذلك. على حد تعبيره، «هل يمكن أن تتخيل منظمة تشجع على ممارسة الجنس مع الأطفال في روسيا؟ أعتقد أن الناس في العديد من المناطق الروسية كانوا سيبدأون في حمل السلاح .... وينطبق الأمر نفسه على الأقليات الجنسية: لا أستطيع أن أتخيل نفس الشيء. السماح بزواج المثليين في الشيشان، هل يمكنك أن تتخيلها؟ يمكن أن يؤدي هذا إلى خسائر بشرية.» كما ذكر بوتين أنه قلق بشأن انخفاض معدل المواليد في روسيا وأن العلاقات المثلية لا تنتج الأطفال.
ويقول النقاد إن النظام الأساسي مكتوب بشكل واسع بحيث أنه في الواقع حظر كامل على حركة حقوق المثليين وأي تعبير علني عن ثقافة المثليين.
في يوليو/تموز 2013، ألقي القبض على أربعة سياح هولنديين بزعم أنهم ناقشوا حقوق المثليين مع الشباب الروسي. واعتقل الأربعة بسبب مزاعم عن نشر «دعاية لعلاقات غير تقليدية بين القصر» بعد التحدث إلى المراهقين في أحد المعسكرات في مدينة مورمانسك.
في آذار/مارس 2018، قامت السلطات الروسية بحظر أكبر موقع إلكتروني للمثليين "Gay.ru" بسبب «الدعاية للعلاقات غير التقليدية».

### ردود الفعل المحلية

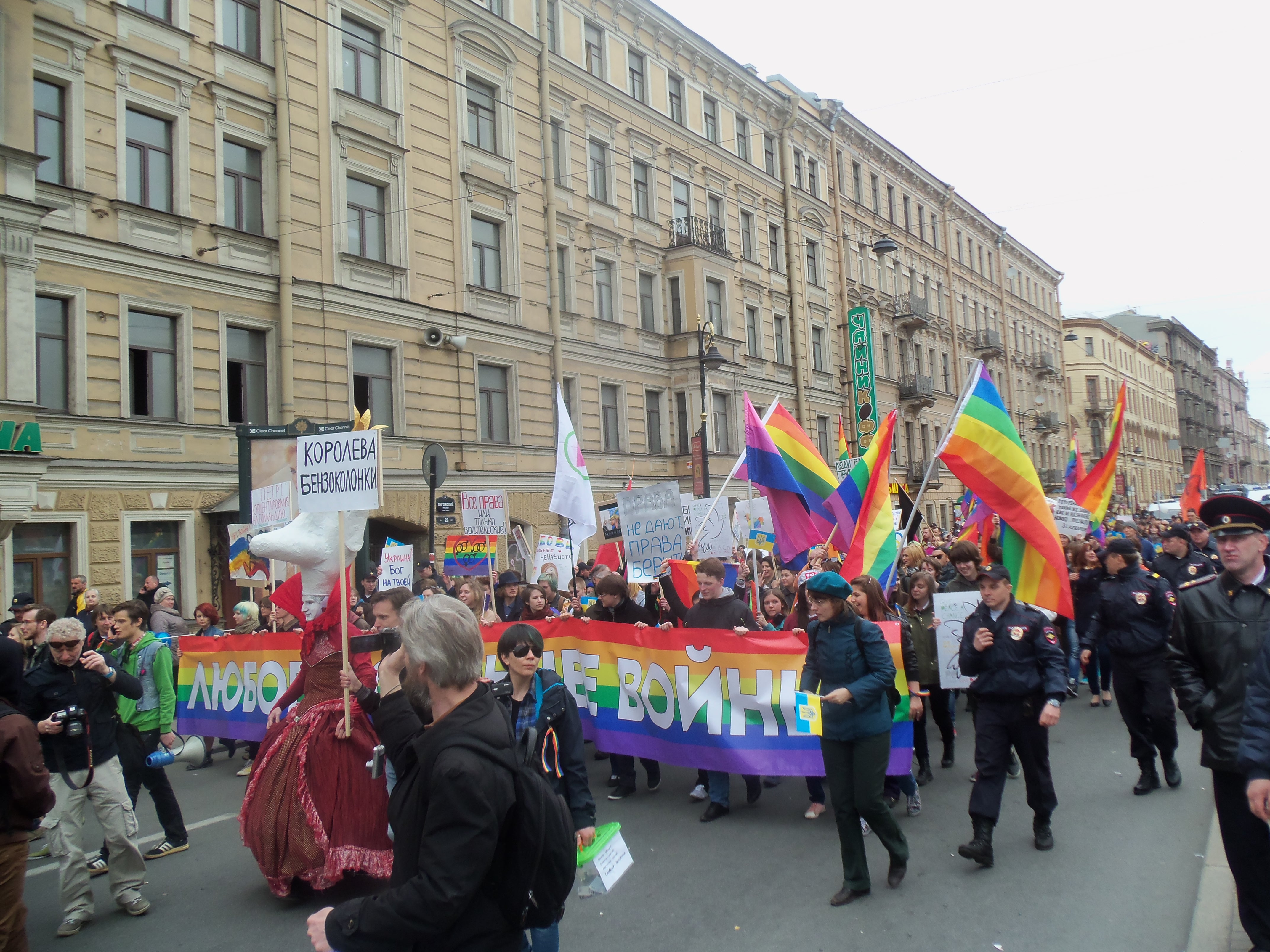
سانت بطرسبرغ ، 1 مايو 2014

ووفقًا لمسح أجراه مركز أبحاث الرأي العام الروسي في يونيو 2013، فإن 90% على الأقل من الذين شملهم الاستطلاع كانوا لصالح القانون.
أعرب بعض من أكبر نجوم روسيا، بما في ذلك ديما بيلان، فيليب كيركوروف ونيكولاي باسكوف، عن معارضتهم للقوانين. نجوم أخرى مثل «فاليريا» تدعم قوانين المضادة المثليين. في فبراير/شباط 2012، أقامت فرقة الاحتجاجات النسائية بوسي ريوت عرضًا مثيرًا للجدل داخل كاتدرائية المسيح المخلص في موسكو للاحتجاج على الدعم السياسي للكنيسة الأرثوذكسية للرئيس فلاديمير بوتين والتي شملت موقفه من حقوق المثليين في روسيا. بعد أسابيع من الأداء، ألقي القبض على ثلاثة أعضاء من الفرقة واتهموا «بأعمال الشغب بدافع الكراهية الدينية»، والتي أثارت بعد ذلك حركة احتجاج عالمية ضد اعتقال الثلاثي.
قال وزير الرياضة الروسي فيتالي موتكو، رداً على أسئلة طرحت في المجتمع الدولي حول الآثار المترتبة على القانون الجديد في دورة الألعاب الأولمبية الشتوية لعام 2014 في سوتشي، إن الجدل الدائر حول قانون الدعاية المعادي للمثليين في روسيا هو «مشكلة مختلقة» من صناعة وسائل الإعلام الغربية، وأن القانون لا يُميّز ضد أي شخص. وقال إن القانون يهدف إلى حماية حق الأطفال، الذين ما زالت عقولهم الشابة تتطور، من التعرض للدعاية حول العلاقات الجنسية غير التقليدية، بالطريقة نفسها التي ينبغي أن يحمي بها الأطفال من الرسائل التي تروج للإدمان على الكحول وتعاطي المخدرات. وقال أيضا أنه سيتم احترام حقوق جميع الرياضيين الأولمبيين والمنظمين والزوار في سوتشي. «لا يُمنع أي رياضي من التوجه الجنسي غير التقليدي من القدوم إلى سوتشي. ولكن إذا خرج إلى الشوارع وبدأ في الترويج له، فسيتم مساءلته بالطبع».
ادعى كاتب السيناريو، يوري أرابوف، الذي كان يعمل في فيلم سيرة ذاتية جديدة عن الملحن بيتر إليتش تشايكوفسكي (لم يتم عرضه أبداً)، أنه «أبعد ما يكون عن الحقيقة أن تشايكوفسكي كان مثليًا جنسياً»، وهذا مناقض لرأي أغلبية العلماء الذين اعترفوا أن تشايكوفسكي كان بالتأكيد مثليًا. وأضاف أنه «لن أوقع اسمي للفيلم الذي يروج للمثلية الجنسية». حصل الفيلم على تمويل من الحكومة الروسية، ودعم وزير الثقافة الروسي فلاديمير ميدينسكي زعم آرابوف من قبل، الذي زُعم عند سؤاله عن القضية: «آرابوف في الحقيقة صحيح - لا يوجد دليل على أن تشايكوفسكي كان مثليًا». وقد أشار العلماء إلى أن المثلية الجنسية لتشايكوفسكي هي في الواقع موثقة بشكل واسع في الأوراق والمراسلات الشخصية للمؤلف. كان هناك تكهنات في الصحافة الغربية بأن إزالة كل الأدلة على المثلية الجنسية لتشايكوفسكي في الفيلم - التي يروجها مخرجه كيريل سيريبرينيكوف بأنها «القصة الحقيقية للحب المأساوي ولموت الملحن الروسي اللامع» - كان رداً على قانون الدعاية الروسي المعادي للمثليين. وصفت الناشطة الروسية في مجال حقوق الإنسان لودميلا ألكيسيفا تمرير القانون بأنه «خطوة نحو العصور الوسطى».
في 12 أكتوبر 2013، نظم 15 إلى 20 من نشطاء حقوق المثليين في مدينة سانت بطرسبرغ، ثاني أكبر مدينة في روسيا، تظاهرة ضد القانون الجديد الذي يحظر «الدعاية المثلية» في اليوم التالي لليوم الوطني للإفصاح عن الميول المثلية. أوقفت المظاهرات من قبل جماعات اليمين المتطرف، مثل المسيحيين الأرثوذكس المتطرفين والقوميين القوات شبه العسكرية للقوزاق. بعد اندلاع الاشتباكات بين الجماعات، ألقت الشرطة القبض على 67 شخصًا من المجموعتين المتعارضتين.
كانت الأحزاب السياسية في روسيا مترددة بشكل عام في معارضة هذه السياسة أو غيرها من السياسات التمييزية ضد مجتمع المثليين بسبب الرأي العام السائد وحقيقة أن القوانين الحالية تجرم الدعم العام لحقوق المثليين بشكل فعال. أعربت حفنة صغيرة من الأحزاب السياسية الصغيرة عن أي دعم لحقوق المثليين.
يرى الحزب الليبرتالي الروسي أن الحظر المفروض على «ترويج» المثلية على أنه انتهاك للحق في حرية الرأي والتعبير.

### ردود الفعل الدولية والمقاطعة

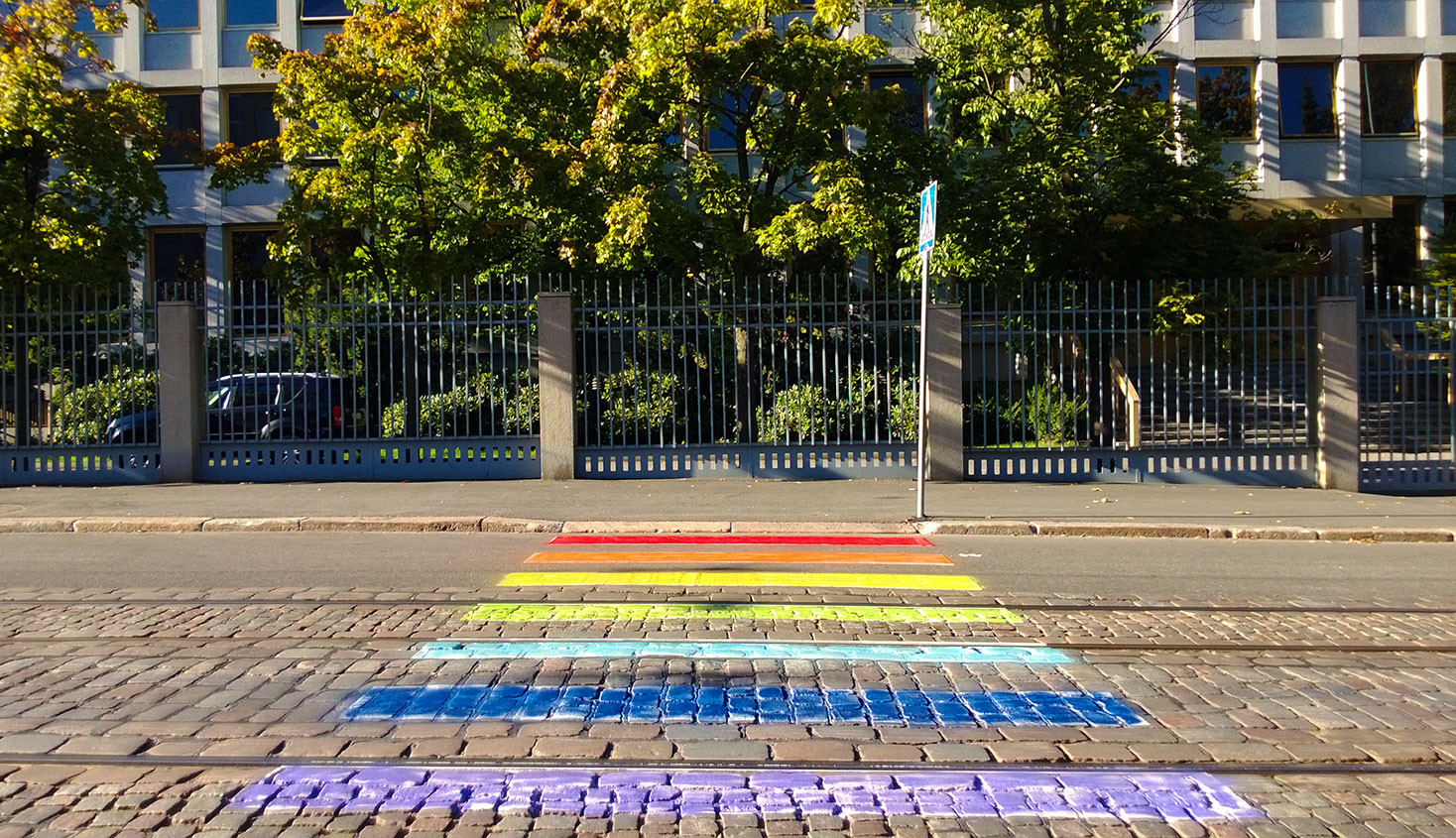
رسم الناشطون رصيفًا للمشاة أمام السفارة الروسية في فنلندا بألوان قوس قزح للاحتجاج على المشاعر والتشاريع الروسية المعادية للمثليين. تم القيام بنشاط مماثل في السويد.

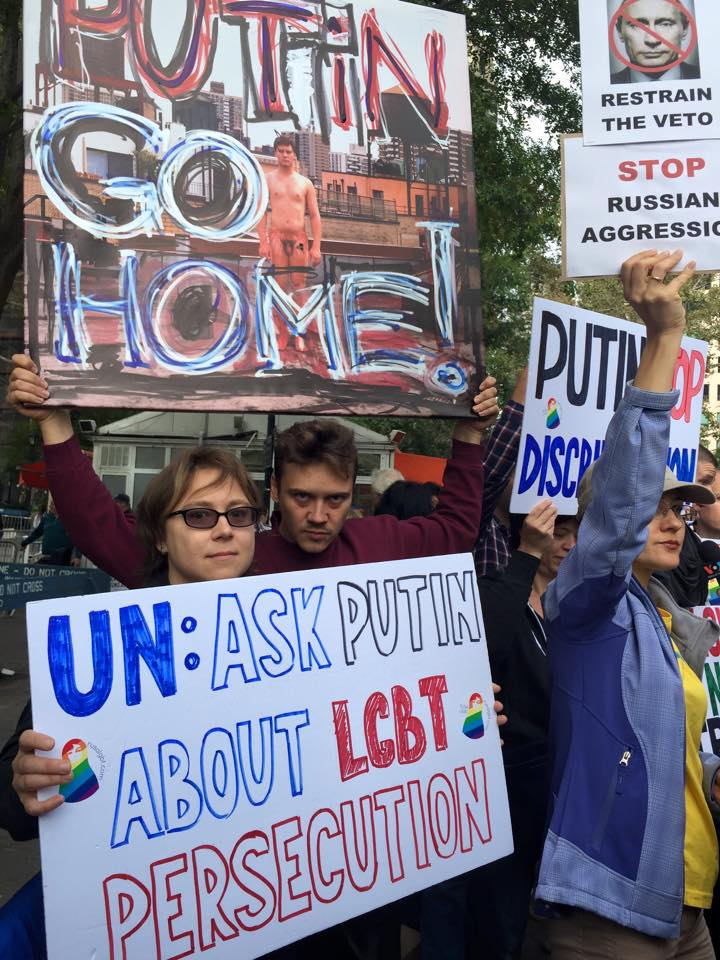
ناشطون في مدينة نيويورك يحتجون على انتهاكات حقوق المثليين في روسيا

أدانت المنظمات الدولية لحقوق الإنسان وحكومات الديمقراطيات المتقدمة في جميع أنحاء العالم بشدة هذا القانون الروسي. أدان المفوضية السامية لحقوق الإنسان هذا القانون الروسي وقانونا آخر مماثل له في مولدوفا (والذي ألغي في وقت لاحق)، على أنه تمييزي، وأعربت أن هذا القانون الروسي يعتبر انتهاكا للقانون الدولي لحقوق الإنسان، بما في ذلك حق الأطفال من مجتمع المثليين في الحصول على المعلومات المناسبة. أدان البرلمان الأوروبي روسيا للتمييز المعادي للمثليين والرقابة ضدهم.
 ودعى مجلس أوروبا روسيا لحماية حقوق المثليين بشكل صحيح. كانت المحكمة الأوروبية لحقوق الإنسان قد غرمت روسيا في السابق بسبب انتهاكات أخرى لحقوق المثليين. في عام 2012، قضت لجنة الأمم المتحدة لحقوق الإنسان بأن قانونًا مماثلًا في منطقة ريازان الروسية كان تمييزًا، وانتهك حرية التعبير، وكان غير مقبول بموجب القانون الدولي - وافقت محكمة روسية في ريازان في وقت لاحق على ذلك وألغته. بدأ بعض أعضاء مجتمع المثليين مقاطعة البضائع الروسية، وخاصة الفودكا الروسية. كما استجاب أفراد بارزون لهذا الحظر.

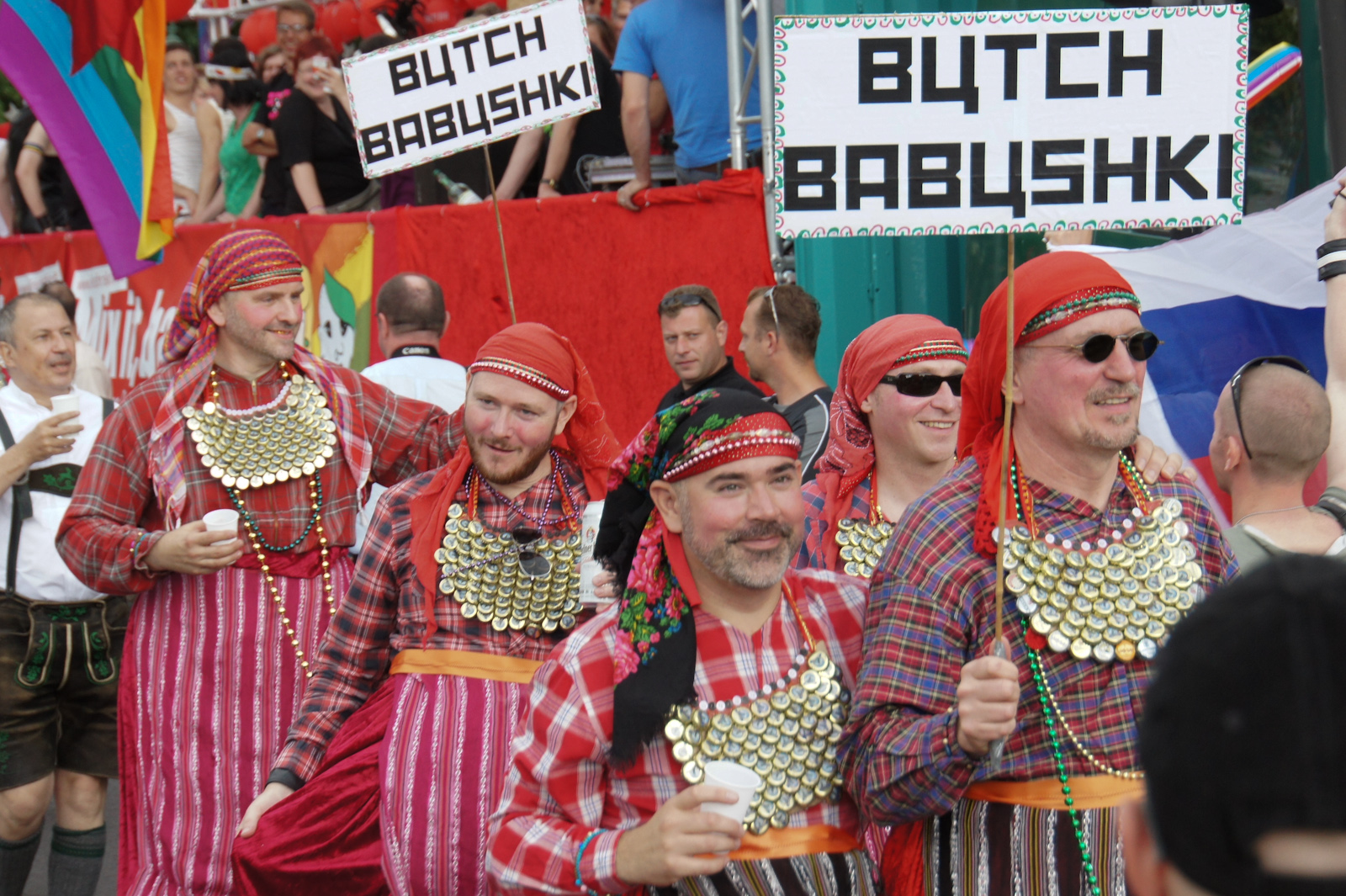
نشطاء في برلين احتجاجًا على انتهاك حقوق المثليين في روسيا

أبدى العديد من المشاهير والناشطين الغربيين معارضتهم للقانون بصورةٍ صريحة وشجعوا مقاطعة المنتجات الروسية - وعلى الأخص الفودكا الروسية - بالإضافة إلى مقاطعة الألعاب الأولمبية الشتوية لعام 2014، والتي كان من المقرر عقدها في سوتشي، ما لم يتم نقل الألعاب خارج روسيا.
تم إلغاء المقاطعة ضد فودكا ستولتشيانا بعد أن أوضح أصحابها علناً أنهم ليسوا شركة روسية، وانهم من أنصار مجتمع المثليين، وأنهم يعارضون القوانين المناهضة للمثليين. كما تم إصدار لعبة لإلباس بوتين لباساً كشخص مثلي الجنس خلال دورة الألعاب الأولمبية في سوتشي لدعم مجتمع المثليين ووصل إلى أكثر من 500,000 لاعب. وفي ظل الأضواء العالمية للألعاب الأولمبية في فبراير 2014، جرت أشهر من الاحتجاجات قبل الألعاب، مع استهداف العديد من الحملات للرعاة الأوليمبيين العالميين.

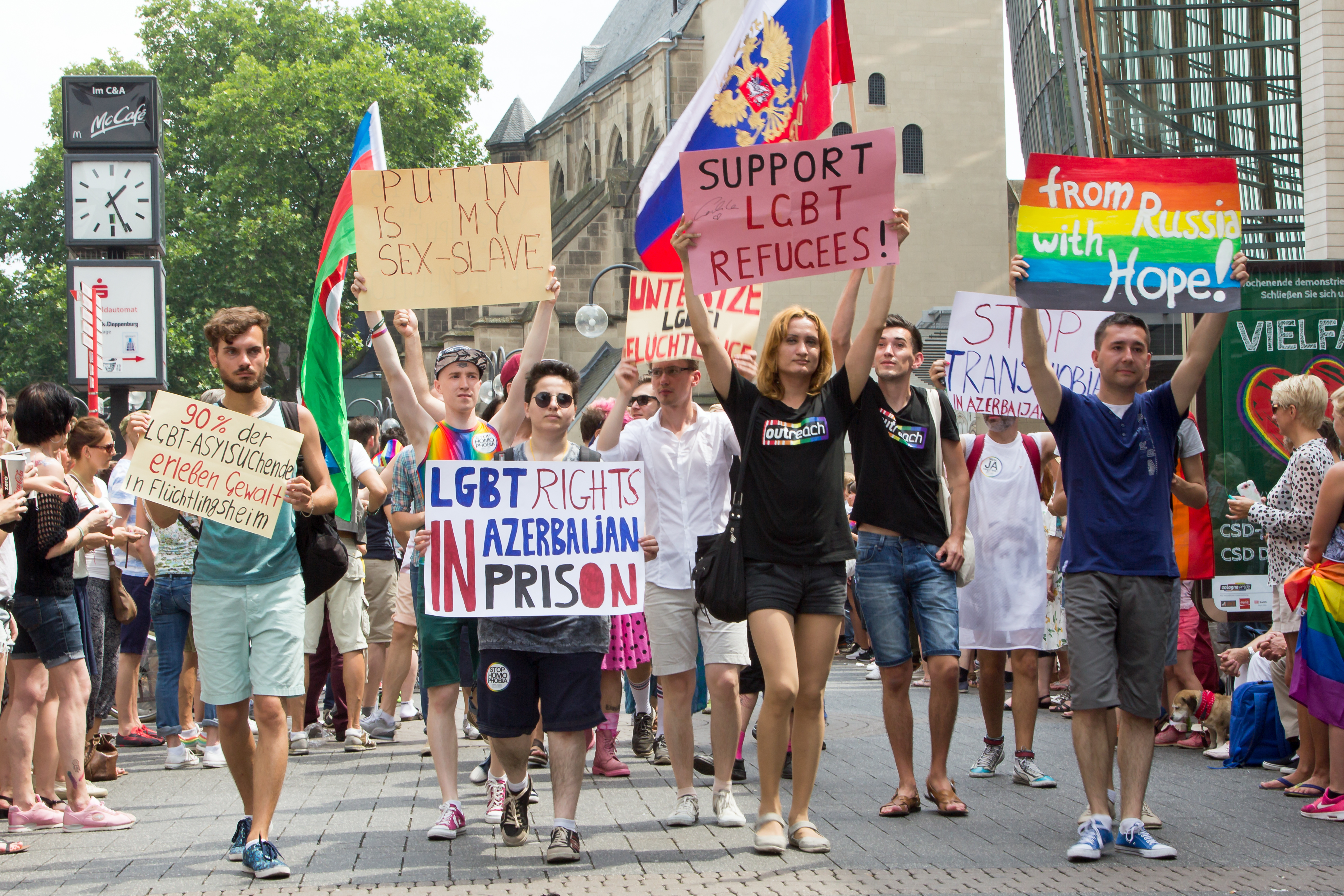
ناشطون يحتجون على انتهاكات حقوق المثليين في روسيا خلال مسيرة 2015 في مدينة كولونيا الألمانية

#### الشخصيات السياسية
قال رئيس الولايات المتحدة آنذاك باراك أوباما بأنه في حين لا يؤيد مقاطعة أولمبياد سوتشي بسبب القانون، «لا أحد أكثر استهجانًا مني بشأن بعض قوانين المعادية للمثليين والمثليات التي رأيتها في روسيا». وفي وقت لاحق، التقى أوباما في سبتمبر 2013 مع نشطاء حقوقيين روسيين مثليين خلال زيارة إلى سان بطرسبرغ لحضور اجتماع قادة دول مجموعة العشرين. قال أوباما إنه فخور بالعمل الذي يقوم به النشطاء. وكان مساعدوه قد قالوا إن معارضة أوباما لقانون الدعاية المعادي للمثليين هو أحد الأسباب التي دفعت أوباما إلى إلغاء اجتماع كان من المقرر عقده مع الرئيس الروسي بوتين خلال الرحلة.
وأدانت القانون أيضا المستشارة الألمانية أنغيلا ميركل ووزراء الحكومة الألمانية، ورئيس الوزراء البريطاني حينذاك ديفيد كاميرون، ووزير الخارجية الأسترالي بوب كار، وكذلك رئيس الوزراء الكندي السابق ستيفن هاربر، ووزير الشؤون الخارجية الكندي جون بيرد.

#### مشاهير
- في عام 2013، أدانت مغنية البوب مادونا، خلال حفل موسيقي في سان بطرسبرغ، قانونًا محليًا تم سنه حديثًا يحظر «الدعاية» المثلية. وقالت للحضور: «أنا هنا لأقول إن مجتمع المثليين هنا وفي جميع أنحاء العالم لديهم نفس الحقوق - بأن يُعاملوا بكرامة، وباحترام، وبتسامح، وبرحمة، وبحب.»[117] وفي منشور على الفيسبوك، وصفت مادونا القانون بأنه «فظاعة سخيفة».[118] رفعت جماعات مُحافظة دعوى قضائية ضدها تسعى للحصول على ما يعادل حوالي 11 مليون دولار، بحجة أن أدائها سيؤذي معدل المواليد في روسيا، وسيترتب عليه الإضرار بقدرة البلاد على الحفاظ على جيشها بشكلٍ كاف عى حد زعم هذه الجماعات.[117] وقال أحد المطالبين في المحاكمة إنه على الرغم من أن مادونا «انتهكت بوحشية» قوانين المدينة، فإن سابقة الدعوى ستضمن في المستقبل «أن أي فنان قادم إلى مدينتنا سيعرف الآن ما هي القوانين الموجودة».[117] في اليوم الذي سُمعت فيه القضية، قال عضو في البرلمان الروسي إن المغنية ليدي غاغا، التي كان من المقرر أن تؤدي عرضا في سان بطرسبرغ في الشهر التالي، يجب منعها من أداء أغنية هكذا ولدت (بالإنجليزية: "Born This Way")‏ أثناء جولتها الموسيقية في روسيا.[119] تم رفض القضية ضد مادونا من قبل رئيس المحكمة.[119][120]
- نشرت الممثلة البريطانية تيلدا سوينتون صورة لنفسها مع علم قوس قزح مع موسكو في الخلفية، وأضافت في تعليق: «للتضامن. من روسيا مع الحب».[121]
- ألغى المغني البولندي ومتسابق مسابقة الأغنية الأوروبية 2010 مارسان مروتينسكي حفلته الموسيقية في روسيا بسبب تدهور وضع مجتمع المثليين.[122]
- أدانت المغنية الأمريكية ليدي غاغا الحكومة الروسية بسبب سياساتها المناهضة للمثليين بشكل متزايد في شهر أغسطس من عام 2013.[123] طلب أحد رعاة قانون بلدية سانت بطرسبرغ ضد الدعاية المثلية أن يتم التحقيق مع كل من ليدي غاغا ومادونا لمعرفة ما إذا كان أي منهما انتهكت قوانين الهجرة أو الضرائب خلال حفلاتهما الموسيقية في سان بطرسبرغ عام 2012.[123]
- في كانون الأول/ديسمبر 2013، أخبر إلتون جون معجبيه في حفل موسيقي في موسكو أن القوانين «غير إنسانية وتدعو للعزلة» وأنه «حزين ويشعر بصدمة عميقة بسبب التشريع الحالي».[124] في مقابلة أجريت في يناير عام 2014، تحدث الرئيس الروسي فلاديمير بوتين عن إلتون جون في محاولة لإظهار أنه لم يكن هناك تمييز ضد المثليين في روسيا، مشيرًا إلى ذلك: «إلتون جون - إنه شخص عظيم، موسيقار مميز، وملايين من شعبنا يحبونه بصدق، بغض النظر عن توجهه الجنسي».[125] رد إلتون بعرضه للرئيس أن يعرفه إلى الروس الذين تمت الإساءة لهم بموجب القانون الروسي الذي يحظر «الدعاية المثلية».[125]
- نشر الممثل البريطاني ستيفن فراي على موقعه الإلكتروني رسالة مفتوحة إلى اللجنة الأولمبية الدولية تدعو إلى مقاطعة وإعادة تنظيم دورة الألعاب الأولمبية الشتوية لعام 2014 المقرر عقدها في سوتشي.[108]
- العديد من الفنانين البارزين، بما في ذلك ستيفن فراي،[126] مذيع البرامج التلفزيونية الأمريكية والكوميدي جاي لينو،[23] الممثل الأمريكي والكاتب المسرحي هارفي فيرشتاين،[127] وقام المؤلف الأمريكي وناشط حقوق المثليين دان سافاج[127] برسم أوجه الشبه بين معاملة المثليين في روسيا ومعاملة اليهود في ألمانيا النازية في السنوات التي سبقت المحرقة. كتب فيرشتاين، وهو يهودي، في مقالة افتتاحية تعود لشهر يوليومن عام 2013 في صحيفة النيويورك تايمز:

«في عام 1936، حضر العالم الألعاب الأولمبية بألمانيا. وقال عدد قليل من المشاركين كلمة عن حملة هتلر ضد اليهود. يشير مؤيدو هذا القرار بفخر إلى انتصار جيسي أوينز، بينما أُشير إلى الخوف من الهولوكوست والحرب العالمية. هناك ثمن لتفادي عدم التسامح.»
- أعلن الممثل الإنجليزي وينتورث ميلر أنه سيقاطع مهرجان سانت بطرسبرغ السينمائي الدولي.

#### الرياضيون
في عام 2013، طلت الرياضية السويدية الأولمبية إيما غرين أظافرها بألوان علم قوس قزح خلال بطولة العالم في موسكو 2013 كعمل من أعمال التحدي ضد الحظر الروسي على «الدعاية المثلية». أدانت لاعبة الأولمبية لرياضة القفز بالزانة الروسية يلينا ايزينبايفا ماقامت به إيما غرين في مؤتمر صحفي، ولكن قالت في وقت لاحق «قد أسئ فهمها بسبب ضعفها في اللغة الإنجليزية».
- أعلن الرياضي الأولمبي النيوزيلندي لرياضة التزلج السريع بلايك سكيليروب عن نيته ارتداء دبوس فخر للمثليين بلون قوس قزح من دورة الألعاب الاولمبية عام 2012 عندما ينافس في دورة الألعاب لعام 2014 في سوتشي.[132] قال سكيليروب إنه لا يدعم مقاطعة أولمبياد سوتشي لأنه عمل هو والرياضيون الآخرون بجد للتنافس في الألعاب. ومع ذلك، قال إنه يعارض بشدة قانون الدعاية المعادب للمثليين: «لا أعتقد أن أي شخص يجب أن يتعرض للاضطهاد».[132]
- قال لاعب كرة السلة الأمريكي جون أميتشي إن دورة الألعاب الأولمبية الشتوية «لا ينبغي أن تكون في روسيا»، لكن مقاطعة الألعاب ليست فعالة لأنها ستؤذي الرياضيين.[133]

#### آخرون
- في 21 أغسطس 2013 ذكرت داغبلادت أن رسم ألوان قوس قزح على عبور المشاة بالقرب من السفارة الروسية في أوسلو - كانت احتجاجًا «معتدلًا».[134] علاوة على ذلك، ظهر نفس شكل الاحتجاج في ستوكهولم في وقت سابق من نفس الشهر وفي هلسنكي خلال شهر سبتمبر.[135][136]
- في أيلول/سبتمبر 2013، عُقد «احتجاج بالقبل المثلية» في 50 مدينة في جميع أنحاء العالم احتجاجًا على القوانين الروسية المعادية للمثليين.[137]

## ملخص
| | ملاحظات |
| --- | --- |
| قانونية النشاط الجنسي المثلي                                                                         | قانوني منذ عام 1993. يتم التسامح مع عمليات التعذيب والخطف والإعدام بدافع الاقتصاص في الشيشان. تصل العقوبات في الشيشان إلى التعذيب والذبح حيث يتم اختطاف المثليين وإرسالهم لمعسكرات اعتقال على أساس ما يبدو أنه توجههم الجنسي. |
| المساواة في السن القانوني للنشاط الجنسي                                                              | (منذ 1993/ لا يوجد في الشيشان |
| حرية التعبير                                                                                         | حظر اتحادي على توزيع "دعاية" العلاقات "غير التقليدية" للأشخاص تحت سن الثامنة عشر؛ ولدى بعض المناطق تشريعات تحظر "دعاية المثلية الجنسية وازدواجية التوجه الجنسي والتحول الجنسي"                                                |
| قوانين مكافحة التمييز في التوظيف                                                                     | No |
| قوانين مكافحة التمييز في توفير السلع والخدمات                                                        | No |
| قوانين مكافحة التمييز في جميع المجالات الأخرى (تتضمن التمييز غير المباشر، خطاب الكراهية)             | No |
| زواج المثليين                                                                                        | No |
| الاعتراف القانوني بالعلاقات المثلية                                                                  | No |
| تأجير الأرحام التجاري للأزواج المثليين من الذكور                                                     | No |
| تبني المثلي العازب في روسيا أو (في حالة الأطفال الروس) في بلدان أجنبية لا تعترف بزواج المثليين       | لا توجد قيود قانونية تحظر الأشخاص غير المتزوجين من التبني على أساس التوجه الجنسي |
| تبني المثلي العازب أو الشركاء أو الأزواج المثليين للأطفال الروس من بلدان أجنبية تعترف بزواج المثليين | (غير قانوني منذ 2013) |
| تبني أحد الشريكين للطفل البيولوجي للشريك الآخر                                                       | No |
| التبني المشترك للأزواج المثليين                                                                      | No |
| علاج التحويل محظور على القاصرين                                                                      | No |
| يسمح للمثليين والمثليات ومزدوجي التوجه الجنسي الخدمة علناً في القوات المسلحة                          | يستطيع المثليين الخدمة في القوات المسلحة وتوجد سياسة "لا تسأل لا تقل" بصورة غير رسمية. |
| الحق بتغيير الجنس القانوني                                                                           | (منذ 1997) |
| يسمح للرجال الذين مارسوا الجنس الشرجي التبرع بالدم                                                   | (منذ 2008)/ ممنوع في الشيشان |

## وصلات خارجية
- موقع GayRussia.Ru مشروع لحقوق المثليين في روسيا (مؤرشف) (بالروسية)